# Cecco Bravo

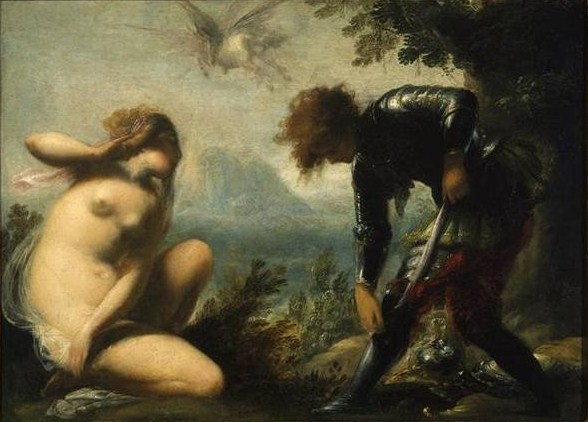
Angèlica i Ruggiero, Kress Collection

Francesco Montelatici, conegut com a Cecco Bravo (Florència, 15 de novembre de 1601 - Innsbruck, 11 de desembre de 1661), va ser un pintor italià, actiu durant el Barroc. Artista relativament desconegut, ha experimentat una revalorització durant l'últim segle, fins al punt de ser considerat un dels més interessants i arriscats pintors de la Florència del segle xvii.

## Biografia
Va començar el seu aprenentatge al taller de Giovanni Biliverti i posteriorment també al de Sigismondo Coccapani.
A la dècada de 1620 va participar en els grans projectes decoratius dirigits per Matteo Rosselli. El 1629 va obrir el seu propi taller. Les seves primeres obres conservades demostren un atent estudi de la tradició florentina, d'Andrea del Sarto a Pontormo.
Va treballar en la decoració de la Casa Buonarroti de Florència, pintant La Fama i posteriorment, els Retrats de personatges toscans il·lustres, empresa que va abandonar per discrepàncies amb els comitents. D'altres artistes van concloure el treball.
Poc després va ser cridat per completar els frescos de la Sala degli Argenti del Palau Pitti, que Giovanni da San Giovanni havia deixat inacabats a la seva mort. Seves són dues escenes: Llorenç el Magnífic protector de les Arts i Llorenç el Magnífic missatger de la Pau.
Amb el temps Montelatici va desenvolupar un estil molt personal i lliure, sobretot en les seves petites obres de caràcter profà, aconseguint efectes gairebé impressionistes a base de pinzellades molt soltes (Angelica i Ruggiero, Kress Collection). La seva forma de pintar s'acosta molt a la morbidesa de contemporanis com Francesco Furini. També l'últim Tiziano va ser un dels seus referents, per la seva dissolució dels contorns de les figures.
La part final de la seva vida (1659-1661) va transcórrer a Innsbruck, al servei de l'arxiduc Ferran Carles d'Habsburg-Mèdici, fill de Clàudia de Mèdici i casat amb una altra princesa florentina, Anna de Mèdici.

## Obres destacades

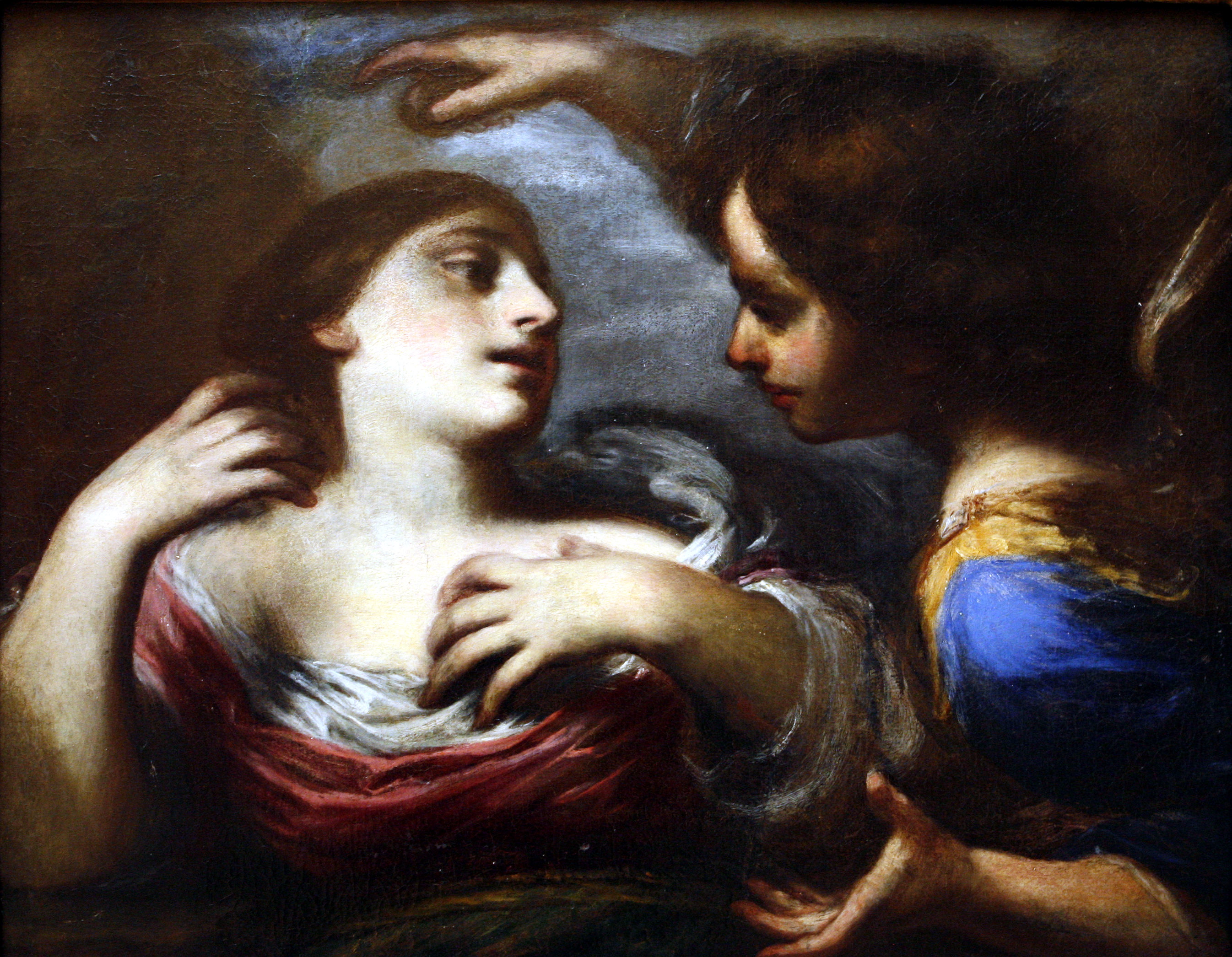
Agar i l'àngel, Musée des Beaux-Arts, Dijon

- Mare de Déu amb Sant Joan i àngels (c. 1628-29, San Marco, Florència)
- Caritat (Basilica della Santissima Annunziata, Florència)
- Jocs infantils (c. 1631, Villa Mezzamonte, Impruneta)
- Escenes de la vida del beat Bonaventura Bonaccorsi(1633, Santissima Annunziata, Pistoia)
- La Fama (Casa Buonarroti, Florència)
- Personatges toscans il·lustres (1636, Casa Buonarroti, Florència)
- Frescs de la Sala degli Argenti (1638-39, Palazzo Pitti, Florència)
  - Llorenç el Magnífic, protector de les Arts
  - Llorenç el Magnífic, missatger de la Pau
- Aurora (Palazzo Montecitorio, Roma)
- Agar i l'àngel (1650, Musée des Beaux-Arts, Dijon)
- Legoria de l'Aurora (Kunsthistorisches Museum, Viena)
- Retrat de l'arxiduc Ferran Carles d'Àustria (Castell d'Ambras)